# Pagoda de Vincennes

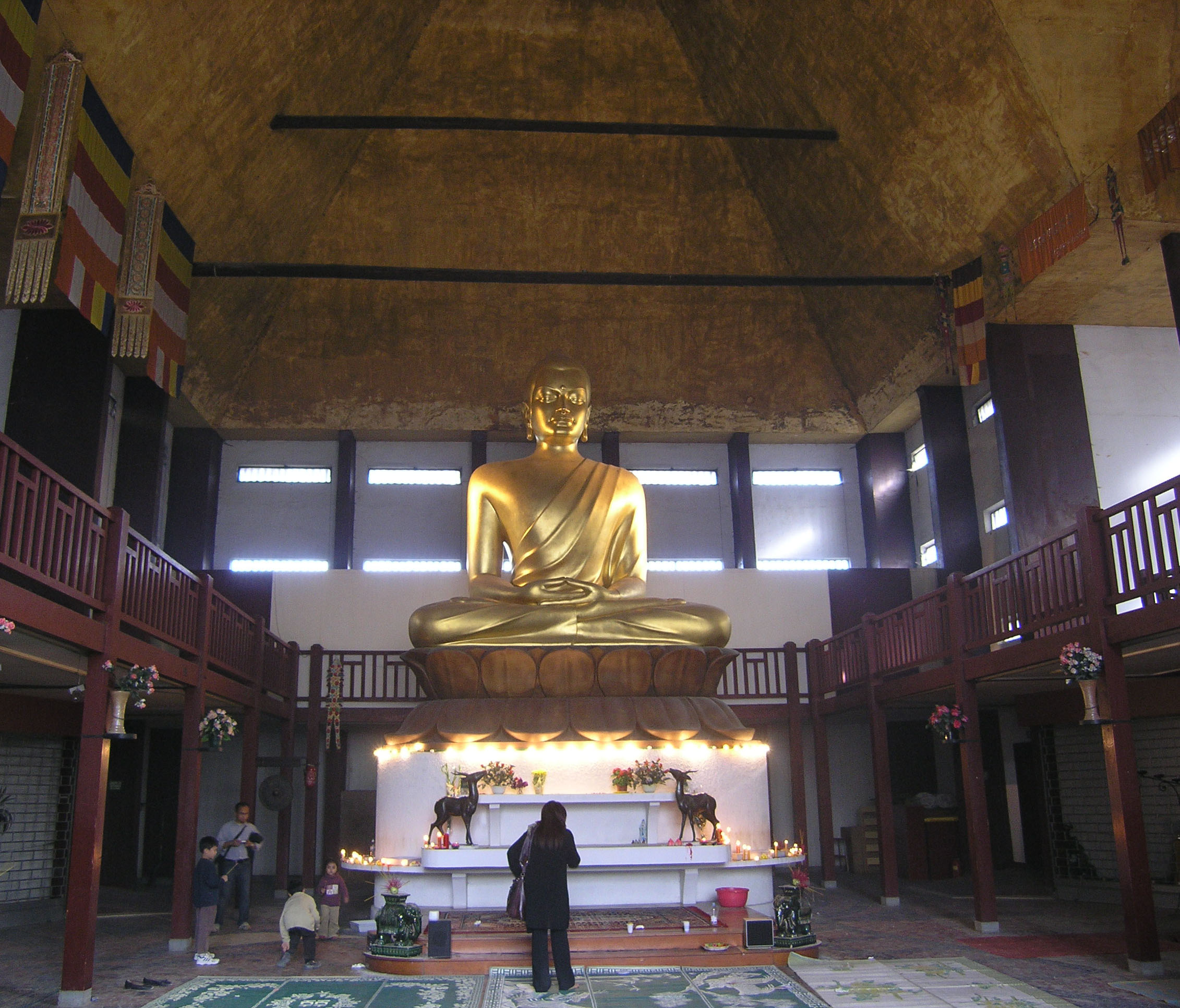
El gran Buda de la pagoda de Vincennes.

La pagoda del bosc de Vincennes és una pagoda situada al bosc de Vincennes, a París, França. És la seu de l'Institut international bouddhique (Institut internacional búdic) fundat per Jean Sainteny que en va assegurar la gestió. Es troba a un dels vestigis de l'exposició colonial de 1931 concebut per l'arquitecte Louis-Hippolyte Boileau. En aquest recinte de 8.000 m² situat al costat del llac Daumesnil s'hi troben dos edificis d'arquitectura destacable. El més imponent, l'antic pavelló del Camerun, ha estat restaurat d'ençà 1977 i ha estat transformat en pagoda per a l'exercici del culte. La restauració del segon, que és l'antic pavelló de Togo, és prevista per la ciutat de París. Contindrà una biblioteca on hi haurà reunits els texts sobre les diverses tradicions búdiques.
La pagoda de Vincennes és ocupada per diverses obediències de les escoles búdiques de la regió parisenca i no té cap religiós al seu capdavant. La pagoda és un lloc de culte comú; conté el Buda més gros d'Europa recobert de fulls d'or i mesura, amb el seu sòcol, més de 9 metres d'alçària.
Al recinte de la pagoda de Vincennes va ser-hi igualment construït entre 1983 i 1985 el temple budista tibetà de Kagyu-Dzong.

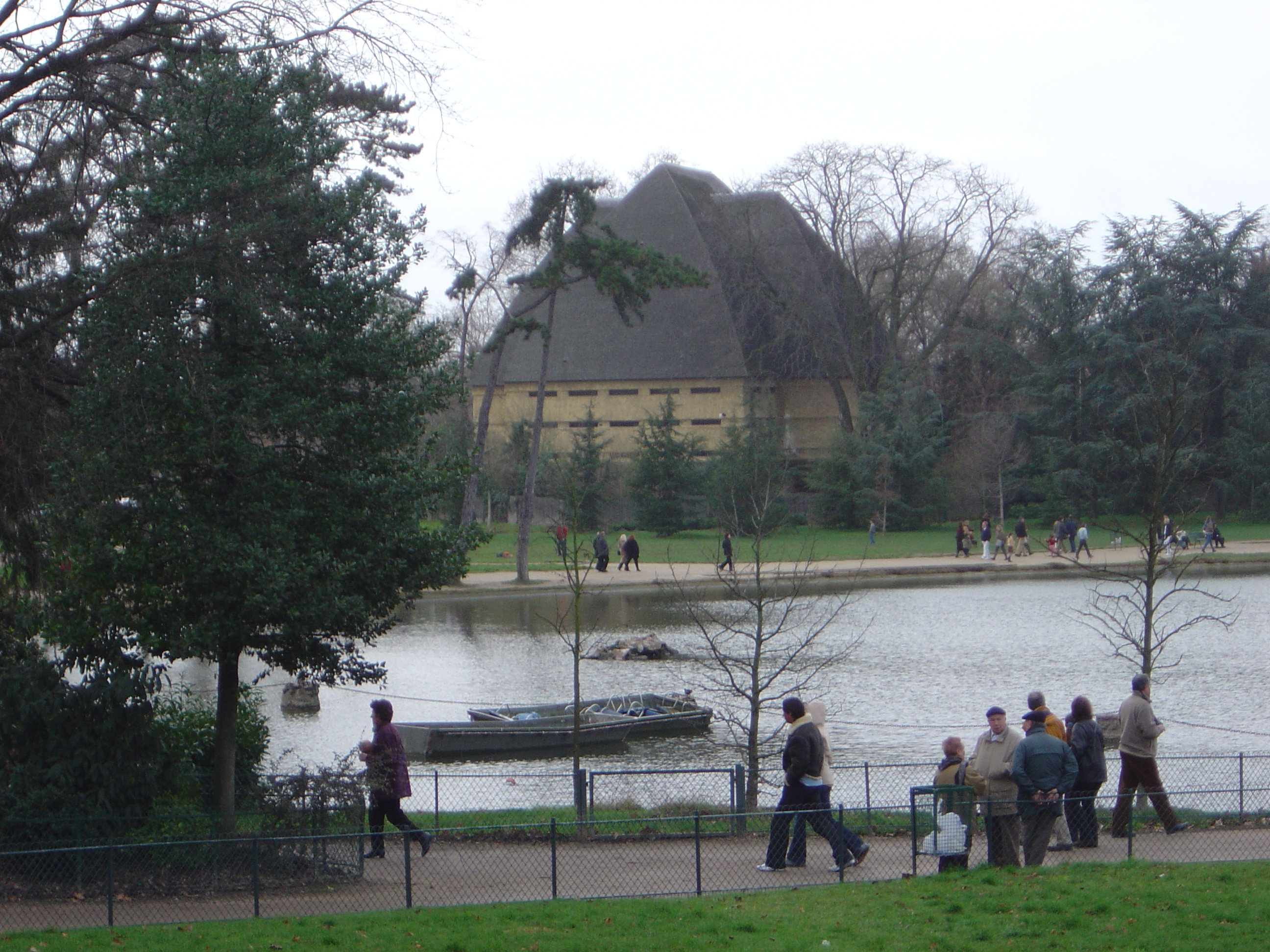
El Temple budista de la Pagoda de Vincennes a la vora del llac Daumesnil.